# Frame (album)
FrAme è il sesto album del gruppo musicale italiano di genere progressive metal DGM, pubblicato nel 2009.
È stato registrato utilizzando più studi: chitarra a basso presso Fear Studio (Alfonsine, Ravenna), voce, batteria e tastiere presso Random Music House (Ostia Lido, Roma). 
Il mastering è stato completato presso Fear Studio.

## Tracce

### Edizione standard
Testi e musiche di DGM.
1. Hereafter – 4:33
2. Enhancement – 4:22
3. Not in Need – 4:22
4. No Looking Back – 5:25
5. Trapped... (strumentale) – 2:01
6. ...in a Movie – 4:03
7. Away – 5:19
8. Heartache – 5:29
9. Rest in Peace – 3:46
10. Brand New Blood – 5:05
11. Fading & Falling – 4:36

### Tracce bonus edizione giapponese
1. Rose in the Wind (cover di Anggun) – 4:03

## Formazione

### Gruppo
- Mark Basile – voce
- Simone Mularoni – chitarra
- Andrea Arcangeli – basso
- Emanuele Casali – tastiere
- Fabio Costantino – batteria

### Ospiti
- Simone Bertozzi – voce (growl in traccia 4)
- Diego Reali – chitarra (assolo in traccia 8)

### Produzione
- Simone Mularoni – produzione, registrazione, missaggio, mastering
- Davide Nadalin – artwork
- Simone Bertozzi – design, fotografia